# Wolfgang Butz
Wolfgang Ulrich Joachim Butz (* 6. Juli 1903 in Augsburg; † 10. Mai 1971 ebenda) war ein deutscher Textilunternehmer und Kommunalpolitiker.

## Leben
Butz kam 1903 als Sohn von Wilhelm Friedrich Emil Butz und als Enkel von Wilhelm Butz in Augsburg zur Welt. Er studierte nach der Schule Volkswirtschaft und Staatswissenschaft in München und promovierte dort 1928. Im selben Jahr trat er in die Zwirnerei und Nähfadenfabrik Göggingen ein und wurde später Vorstandsmitglied. Nach der Fusion mit der Zwirnerei Ackermann im Jahr 1957 war er bis 1965 im Vorstand der neu gegründeten Ackermann Göggingen AG tätig.
Neben seiner unternehmerischen Tätigkeit engagierte sich Butz auch politisch. Von 1931 bis 1933 sowie erneut ab 1945 war er Mitglied des Gemeinderats von Göggingen. Darüber hinaus war er Mitglied im Kreis- und Bezirkstag. Von 1940 bis 1959 gehörte er dem Aufsichtsrat der Augsburger Localbahn an.
Nach dem Zweiten Weltkrieg war Butz Mitglied der Verfassunggebenden Landesversammlung des Freistaats Bayern sowie des Beratenden Landesausschusses. Später war er auch Mitglied des Wirtschaftsrates des Vereinigten Wirtschaftsgebietes.
Am 17. April 1966 wurde Wolfgang Butz zum Ehrenbürger der Marktgemeinde Göggingen ernannt.